# Llatí per a tothom
Llatí per a tothom (títol original, Bis Repetita) és una pel·lícula de comèdia franco-italiana dirigida per Émilie Noblet i estrenada el 2024. S'ha subtitulat al català.
L'Obs li va donar dues estrelles sobre cinc, i va destacar que «la primera pel·lícula d'Emilie Noblet és tallada» amb un «ritme fals i repeticions».
Al Festival Internacional de Cinema de Comèdia de L'Aup d'Uès de 2024, va rebre el premi especial del jurat.